# Geraz do Minho

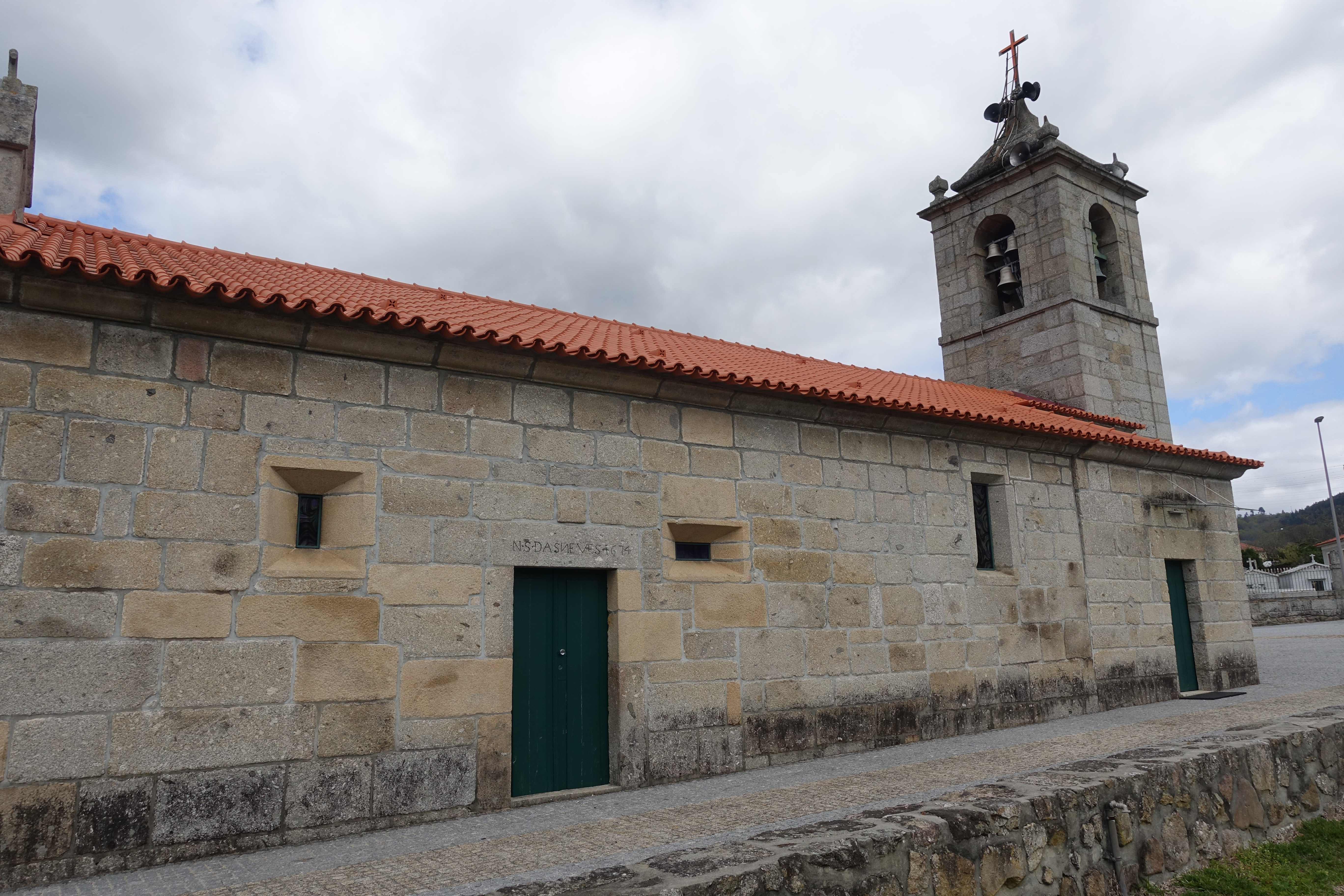
Geraz do Minho

Geraz do Minho est une freguesia (paroisse civile) du Portugal, rattachée au concelho (municipalité) de Póvoa de Lanhoso et située dans le district de Braga et la région Nord.